# Lost And Forgotten
Lost and Forgotten är en sång av Pjotr Nalitj. Den har representerat Ryssland i Eurovision Song Contest 2010 och slutade på elfte plats.